# Jan Fojtík
Jan Fojtík (1. března 1928 Milotice nad Bečvou – 8. září 2024) byl český a československý novinář, pedagog a politik Komunistické strany Československa, poslanec Sněmovny lidu a Sněmovny národů Federálního shromáždění v období normalizace, dlouholetý člen Ústředního výboru Komunistické strany Československa a zástupce šéfredaktora Rudého práva.

## Život
Po studiích na Filosofické fakultě Univerzity Karlovy nejprve pracoval jako redaktor v Rudém právu (v letech 1951–1968), přičemž v letech 1967–1968 se stal zástupcem šéfredaktora deníku. V roce 1969 byl šéfredaktorem stranického časopisu Nová mysl. Ve stejném roce krátce vykonával funkci rektora Vysoké školy politické ÚV KSČ.
Jeho stranická kariéra vyvrcholila po invazi vojsk Varšavské smlouvy do Československa za normalizace. 13. sjezd KSČ ho zvolil kandidátem Ústředního výboru Komunistické strany Československa, do funkce člena ÚV KSČ byl převeden 26. září 1969. Od roku 1969 byl tajemníkem a od roku 1970 i členem sekretariátu ÚV KSČ. Ve funkci člena ÚV KSČ ho potvrdil 14. sjezd KSČ, 15. sjezd KSČ, 16. sjezd KSČ a 17. sjezd KSČ. V období listopad 1982 – duben 1988 navíc zastával post kandidáta předsednictva ÚV KSČ a od dubna 1988 do listopadu 1989 byl členem předsednictva. Po celé období od listopadu 1969 do listopadu 1989 byl tajemníkem ÚV KSČ.
V dobách normalizace po roce 1969 zastával funkci hlavního stranického ideologa, jenž byl odpovědný za řízení v oblasti propagace, kultury, vědy a sdělovacích prostředků. V roce 1973 mu byl udělen Řád Vítězného února, v roce 1978 Řád republiky. V roce 1972 vedl stranickou delegaci KSČ na ustavující sjezd Svazu českých spisovatelů, který představoval normalizační platformu kulturní obce po čistkách. V roce 1973 přednesl hlavní referát na jednání ÚV KSČ o otázkách socialistické výchovy mladé generace.
Po federalizaci Československa dlouhodobě zasedal v Federálním shromáždění. Mandát poslance Sněmovny lidu získal v říjnu 1969, kdy byl rozhodnutím sněmovny spolu s dalšími politiky kooptován náhradou za poslance, kteří byli mandátu zbaveni. Ve volbách v roce 1971 přešel do Sněmovny národů (poslanec za Středočeský kraj). Mandát v ní obhájil ve volbách v roce 1976 (volební obvod Kolín), volbách v roce 1981 a volbách v roce 1986. Ve Federálním shromáždění setrval až do prosince 1989, kdy rezignoval na poslanecký post v rámci procesu kooptace do Federálního shromáždění po sametové revoluci. V únoru 1990 byl společně s dalšími nejvíce zprofanovanými představiteli komunistického režimu vyloučen z KSČ.
V lednu 2021 proti němu Úřad dokumentace a vyšetřování zločinů komunismu zahájil trestní stíhání pro zneužití pravomoci úřední osoby, kterého se měl coby „přední stranický ideolog“, tajemník a člen předsednictva ÚV KSČ dopustit tím, že ponechal v účinnosti režim ochrany státních hranic, při kterém bylo možné proti narušitelům použít střelnou zbraň. To vedlo k smrti nebo zranění minimálně osmi lidí. Stíhání bylo v roce 2022 zastaveno, neb Fojtík již nebyl schopen podle znalců trestní řízení kvůli demenci chápat. Definitivní tečku za trestním stíháním pak v roce 2023 udělal Ústavní soud, který odmítl podanou stížnost proti tomuto zastavení.